# Pachyceryx clypeatus
Pachyceryx clypeatus là một loài bướm đêm thuộc phân họ Arctiinae, họ Erebidae.